# Clausthal-Zellerfeld
Clausthal-Zellerfeld is een gemeente in de Duitse deelstaat Nedersaksen en maakt deel uit van het Landkreis Goslar. De stad is een Bergstadt. De stad is gelegen op 535 tot 600 meter boven zeeniveau. De stad was tot 1 januari 2015 de hoofdplaats van de Samtgemeinde Oberharz en is sindsdien het bestuurscentrum van de eenheidsgemeente die officieel Berg- und Universitätsstadt Clausthal-Zellerfeld heet. 
Sinds 1924 zijn de steden Clausthal en Zellerfeld samengevoegd. De Technische Universiteit Clausthal, die zich in mijnbouw gespecialiseerd heeft en bekend is om haar mineralenverzameling, is gevestigd in Clausthal-Zellerfeld. De stad telt  15.000 inwoners.

## Geografie
Clausthal-Zellerfeld ligt op de Oberharzer Hoogvlakte. De omgeving is in vergelijking tot het merendeel van de Harz niet berg-, maar heuvelachtig. Hierdoor is het gebied rijker aan bos- en landbouwgrond. Rondom de stad bevinden zich talrijke meertjes en beekjes van de Oberharzer Wasserregal.

## Indeling van de gemeente
De gemeente Clausthal-Zellerfeld bestaat  uit:
- de Berg- und Universitätsstadt Clausthal-Zellerfeld, bestaande uit:
  - Clausthal (incl. Polsterberger Hubhaus)
  - Zellerfeld (incl. de woonwijk Erbprinzentanne)
  - Buntenbock, sedert 1972
- Ortschaft „Bergstadt Altenau - Schulenberg i. O.“ met de plaatsen Altenau en Schulenberg im Oberharz
- Ortschaft „Bergstadt Wildemann“ met de plaats Wildemann

De beide delen Clausthal (zuiden) en Zellerfeld (noorden) werden oorspronkelijk door het riviertje de Zellbach  gescheiden. Tot 1926 waren Clausthal en Zellerfeld zelfstandige steden, iets wat nog steeds in de stadscultuur te vinden is. Zo zijn er nog steeds twee voetbal- en schutterijverenigingen. Tot 2007 waren er zelfs twee verschillende brandweerkorpsen. 
De Ortschaften „Bergstadt Altenau - Schulenberg i. O.“ en  „Bergstadt Wildemann“ worden, evenals de binnen de gemeente liggende locatie Torfhaus, geheel omgeven door het gemeentevrije gebied Harz, Landkreis Goslar

## Geschiedenis
In de 8e eeuw zou Bonifatius, die ook de Lage Landen evangeliseerde, in het huidige Zellerfeld een kapel (of Zelle) gesticht hebben. Door de stichting van het klooster Cella in de 12e eeuw, werd de Oberharz voor het eerst bewoond. De monniken bedreven reeds enige mijnbouw. Het klooster werd in 1431 door de paus gesloten. De mijnbouw kwam hiermee ook stil te liggen.
De tweede bewoning van deze omgeving volgde in de 16e eeuw toen de hertog van Brunswijk, Hendrik de Jongere, interesse in de mijnbouw kreeg. Het Brunswijkse deel van de Oberharz ontving in 1532 de eerste bergvrijheden, waarmee gepoogd werd bewoners naar de regio te trekken met aantrekkelijke vrijheden als bierbrouwen, stoken, mijnbouw en bosbouw. In 1529 kreeg Zellerfeld stadsrechten en bekeerde zich in 1539 tot de reformatie. Clausthal kreeg in 1570 de eerste kerk. De Oberharz bloeide op dankzij de mijnbouw. Saksische bewoners vanuit het Ertsgebergte bevolkten de regio en namen hun dialect mee.
Bij de Slag bij Lutter am Barenberge trokken delen van het leger van Johan t'Serclaes van Tilly door de Oberharz om te plunderen en brand te stichten. Terwijl Clausthal zich zonder verzet over gaf, ging Zellerfeld onder de stadsvoorman Thomas Merten op 19 maart 1626 de strijd aan met de overmacht. Merten viel, zoals de meeste strijders, in de slachting.

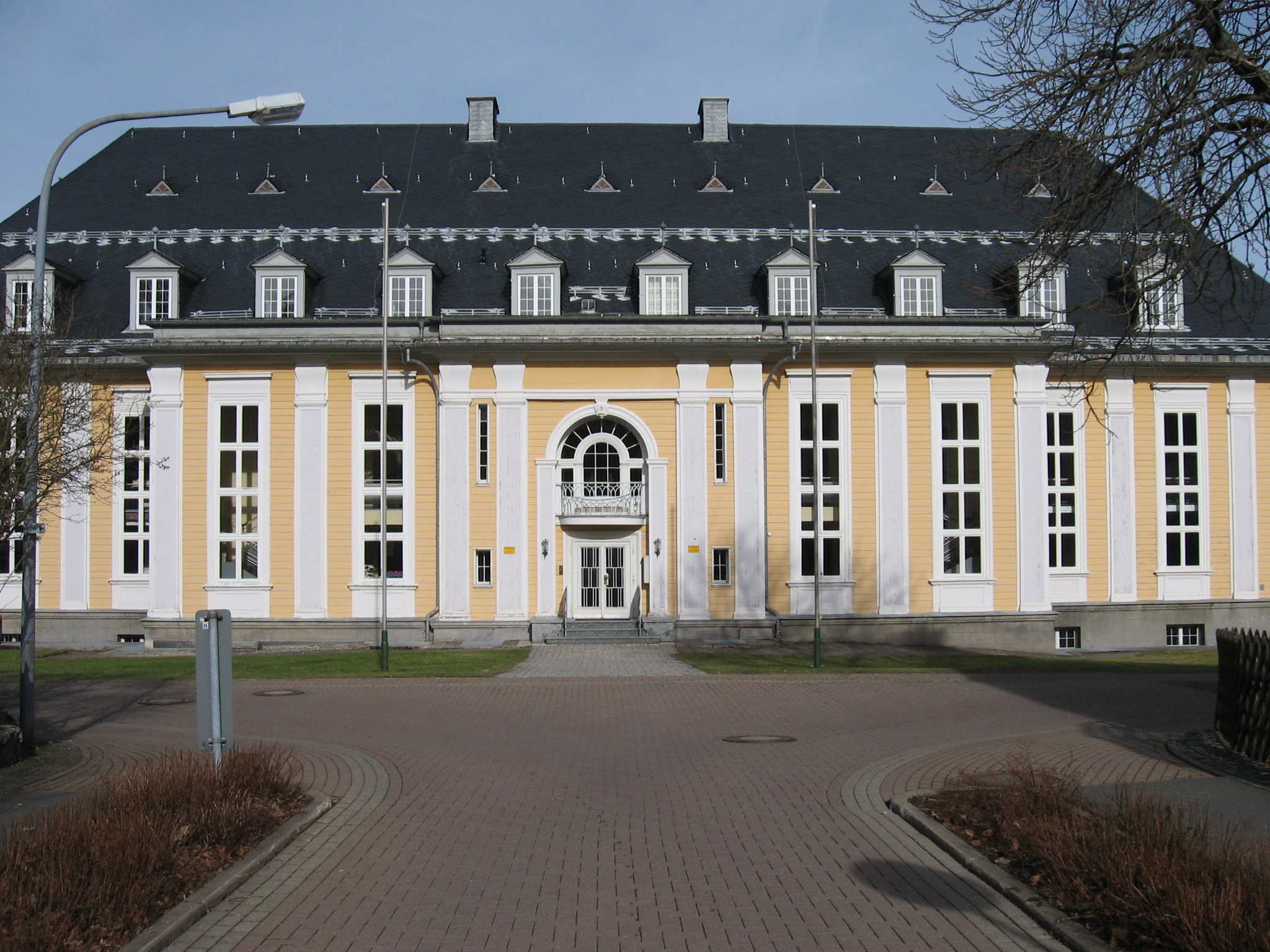
Aula van de universiteit

In 1885 had Clausthal 8.871 en Zellerfeld 4.407 inwoners, die grotendeels in de mijnen en aanverwante zaken werkzaam waren. Hoewel sinds 1930 in het stadsgebied geen mijnbouw meer bedreven wordt, is er middels en mijnmuseum (Oberharzer Bergwerkmuseum) nog steeds een band met het verleden. Daarnaast is de Technische Universiteit van Clausthal gespecialiseerd in mijnbouw. Hier werden de Fahrkunst (door Georg Wilhelm Dörell) en de staalkabel (door Wilhelm August Julius Albert) uitgevonden.
Tijdens het de dagen van het Derde Rijk ontstond in de directe omgeving, aan de weg naar Altenau, een munitiefabriek. In de springstoffabriek werd hoofdzakelijk TNT geproduceerd als vulstof voor bommen, mijnen en granaten. Een gedenkplaats herinnert aan de slachtoffers onder de dwangarbeiders van een bombardement van de fabriek.
In 1955 moest een deel van Schulenberg wijken voor de Okerstuwdam, elders werd een nieuwe woonwijk voor de geëvacueerden gebouwd.

## Partnergemeentes
Clausthal-Zellerfeld onderhoudt jumelages met:
- Altenbrak
- Freiberg
- L'Aigle, Frankrijk
- Spišská Nová Ves, Slowakije

Met de in Polen gelegen stad Wolsztyn onderhoudt Clausthal-Zellerfeld een zogenaamde freundschaftliche Zusammenarbeit, vriendschappelijke samenwerking.

## Geboren
- Robert Koch (1843-1910), medicus en Nobelprijswinnaar (1905)
- Daniel Böhm (1986), voormalig biatleet